# Barnstorf (Wolfsburg)
Barnstorf ist ein Stadtteil im Süden der Stadt Wolfsburg.

## Geografie
Nordwestlich und südöstlich der Ortslage befinden sich umfangreiche Wälder. Der Ortskern ist dörflich geprägt. Östlich davon liegen ausgedehnte Neubaugebiete.
Zu Barnstorf gehört die aus etwa 13 Häusern bestehende Siedlung Waldhof. 1852 wurde das etwas südlich am Waldrand gelegene Forsthaus erbaut, seit der Auflösung der Försterei im Jahr 2004 wird es privat bewohnt.

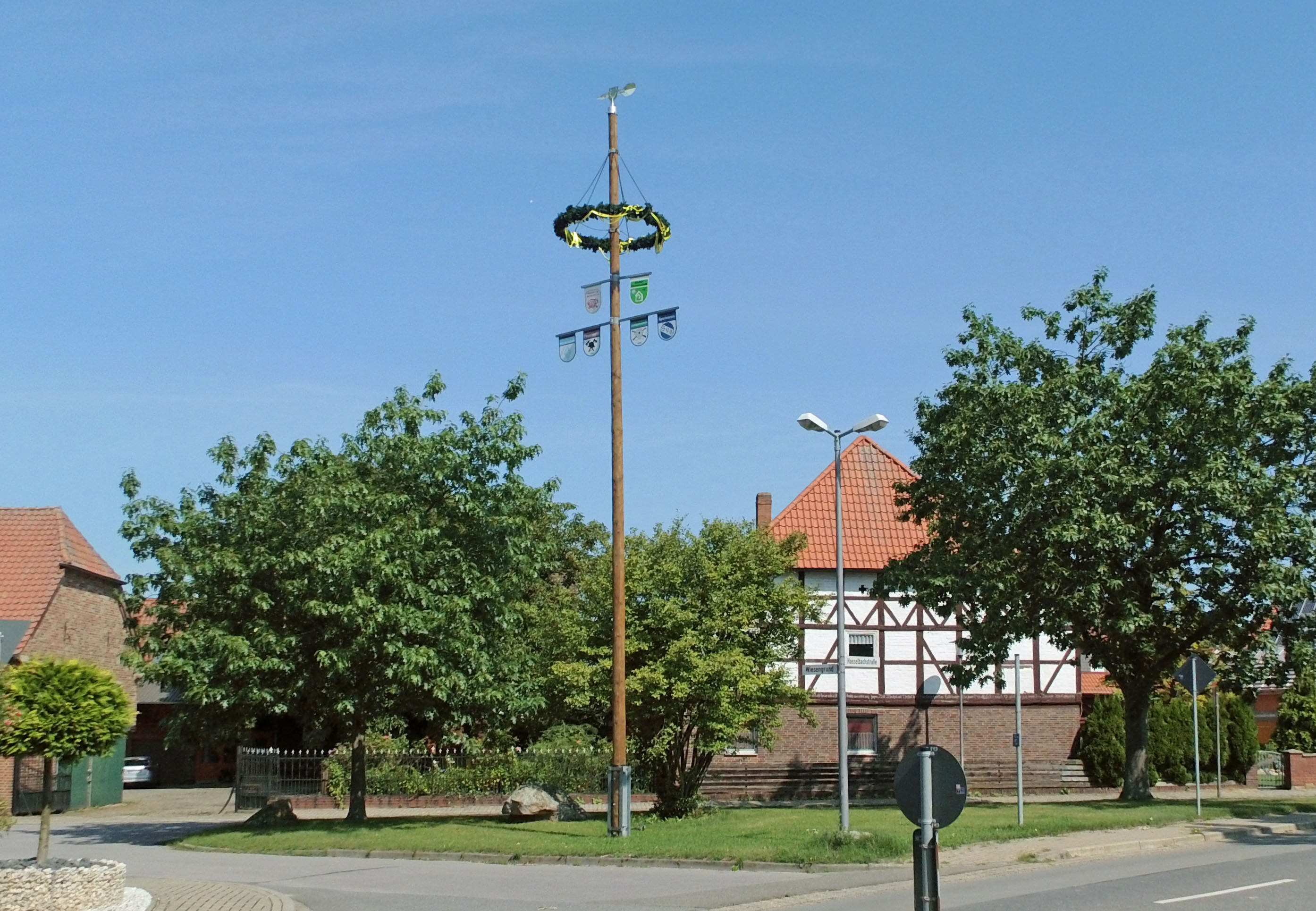
Ortspartie
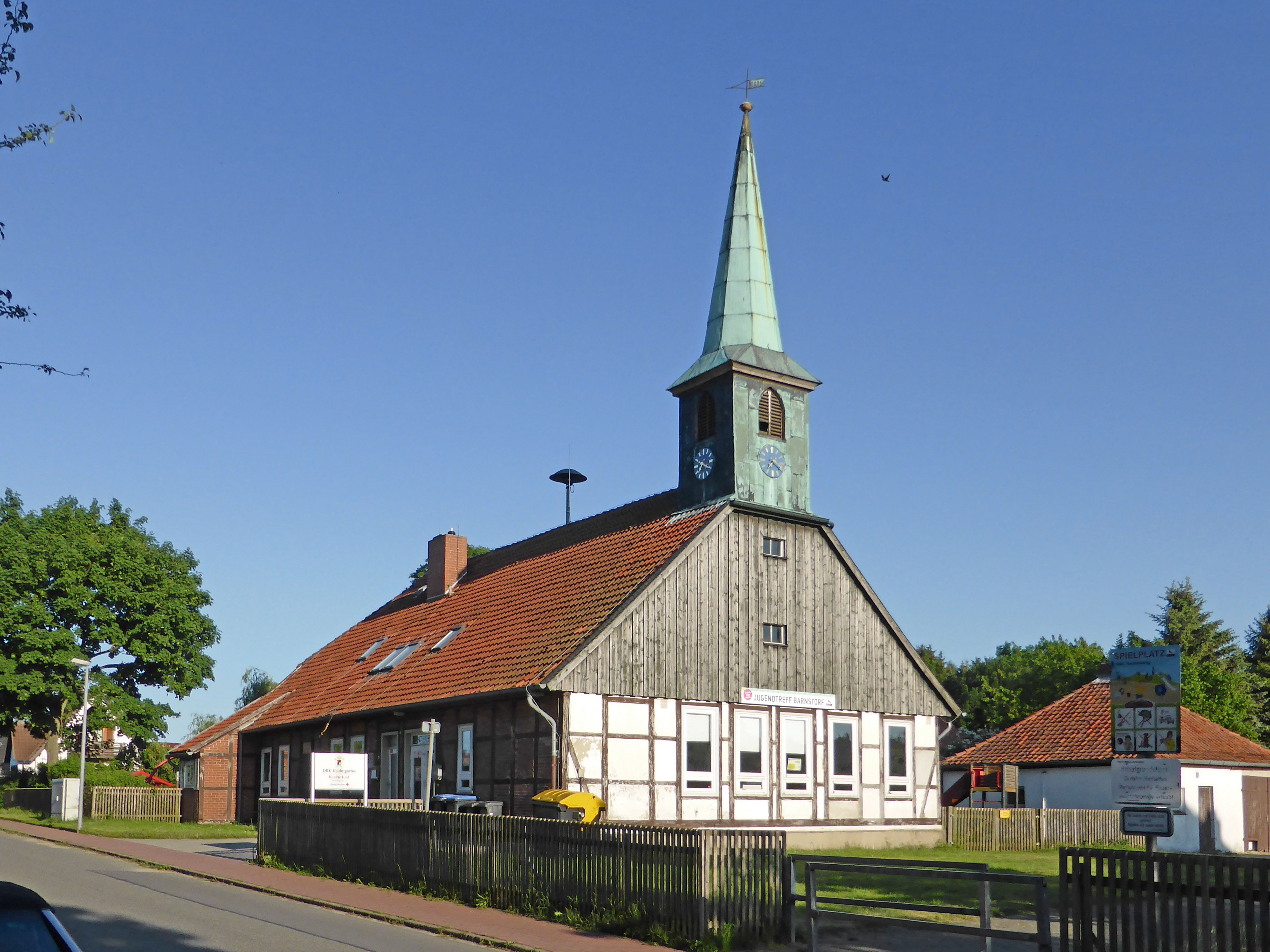
Ehemalige Schule
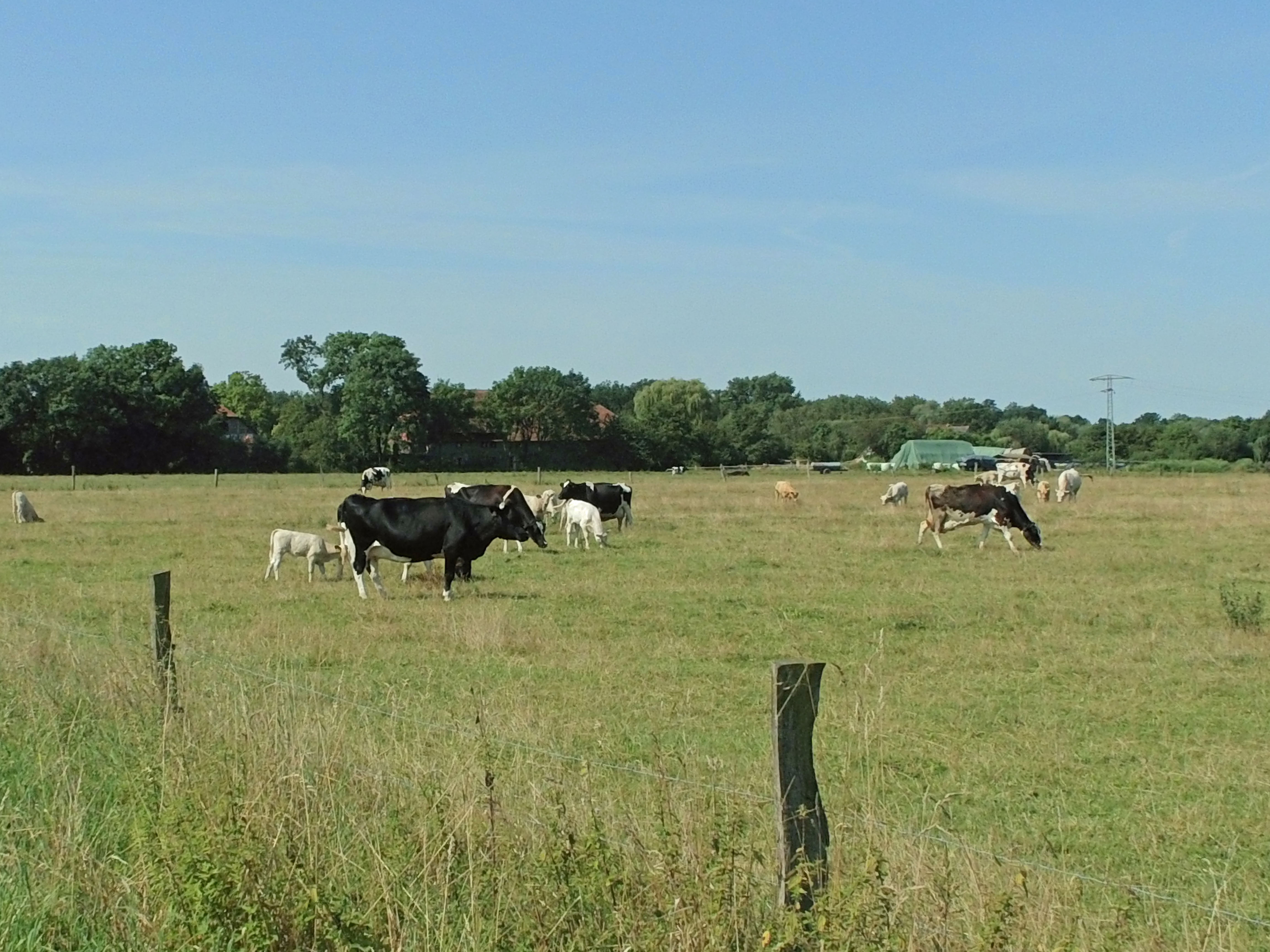
Blick auf Waldhof

## Geschichte
Erste urkundliche Erwähnung fand Barnstorf im Jahr 1309, als der Ort in den Besitz Braunschweig-Lüneburg kam. Zwischen 1428 und 1885 war der Ort dem Fürstentum Lüneburg zugehörig.
Am 3. Juni 1860 wurde das Schulhaus, in dem heute ein Kindergarten mit rund 20 Plätzen und ein Jugendtreff untergebracht sind, eröffnet. 1934 wurde es um einen zweiten Klassenraum erweitert.
Am 1. Juli 1972 wurde Barnstorf, das aus dem Landkreis Gifhorn stammt, gemäß dem Wolfsburg-Gesetz in die Stadt Wolfsburg eingegliedert.

### Waldhof
In einer Urkunde von 1669 wurde Waldhof erstmals erwähnt, mit der Georg Wilhelm, Herzog zu Braunschweig-Lüneburg, Waldhoff Ambt Fallersleben an Henning Warneken aus Neindorf verpachtet hat. Von 1850 bis 1852 wurde das ehemalige Forsthaus als Forsthaus Barnstorfer Wald erbaut, es gehörte zum Forstamt Fallersleben. 1910 hatte der Gutsbezirk Waldhof 41 Einwohner. Die ehemals königliche, später staatliche Domäne Waldhof wurde 1928 nach Barnstorf eingemeindet. Zuvor war Waldhof eine eigene Gemeinde, ihr Bürgermeister war der jeweilige Domänenpächter. 1935 wurde die Domäne aufgesiedelt. In Waldhof befand sich eine Poststelle II, die nach der Eingemeindung in die Stadt Wolfsburg die Bezeichnung Wolfsburg 33 führte.

### Einwohnerentwicklung
| Jahr      | 1910 | 1925 | 1933 | 1939 | 2019 | 2023 |
| --------- | ---- | ---- | ---- | ---- | ---- | ---- |
| Einwohner | 148  | 134  | 193  | 190  | 1304 | 1284 |

## Religion
In Barnstorf befindet sich keine Kirche. Die Lutheraner gehören zur St.-Adrian-Gemeinde im Stadtteil Heiligendorf, in Barnstorf finden allerdings ab und zu Gottesdienste in der Friedhofskapelle statt. Die Katholiken gehören zur St.-Christophorus-Gemeinde im Stadtteil Schillerteich.

## Politik
Barnstorf bildet mit dem benachbarten Stadtteil Nordsteimke die Ortschaft Barnstorf-Nordsteimke und wird durch einen Ortsrat vertreten. Ortsbürgermeister ist Philipp Kasten (CDU) (Stand: November 2021).

## Verkehr
Der Ort liegt an der Kreisstraße 111 von Nordsteimke nach Heiligendorf.